# ISO 3166-2:AR
ISO 3166-2:AR è uno standard ISO che definisce i codici geografici dell'Argentina.  
Tali codici si riferiscono alle 23 province e alla capitale Buenos Aires; essi sono formati dalla sigla AR-, seguita da una lettera.

## Lista dei codici
| Codice | Provincia             |
| ------ | --------------------- |
| AR-A   | Salta                 |
| AR-B   | Buenos Aires          |
| AR-C   | Città di Buenos Aires |
| AR-D   | San Luis              |
| AR-E   | Entre Ríos            |
| AR-F   | La Rioja              |
| AR-G   | Santiago del Estero   |
| AR-H   | Chaco                 |
| AR-J   | San Juan              |
| AR-K   | Catamarca             |
| AR-L   | La Pampa              |
| AR-M   | Mendoza               |
| AR-N   | Misiones              |
| AR-P   | Formosa               |
| AR-Q   | Neuquén               |
| AR-R   | Río Negro             |
| AR-S   | Santa Fe              |
| AR-T   | Tucumán               |
| AR-U   | Chubut                |
| AR-V   | Terra del Fuoco       |
| AR-W   | Corrientes            |
| AR-X   | Córdoba               |
| AR-Y   | Jujuy                 |
| AR-Z   | Santa Cruz            |